# John Heitinga
John Gijsbert Alan Heitinga (født 15. november 1983 i Alphen aan den Rijn, Holland) er en hollandsk tidligere fodboldspiller, der spillede som forsvarsspiller. Gennem karrieren repræsentede han blandt andet Hertha Berlin, Everton, Atlético Madrid og Ajax.
I sin tid hos Ajax Amsterdam var Heitinga med til at vinde 2 hollandske mesterskaber og tre pokaltitler.

## Landshold
Heitinga nåede gennem karrieren 87 kampe og syv mål for Hollands landshold, som han debuterede for den 18. februar 2004 i en venskabskamp mod USA. Allerede 28. april samme år scorede han sit første landskampsmål, der faldt i et opgør mod Grækenland. Han blev efterfølgende udtaget til den hollandske trup til både EM i 2004, VM i 2006, EM i 2008 samt VM i 2010.

## Titler
Æresdivisionen
- 2002 og 2004 med Ajax Amsterdam

Hollands pokalturnering
- 2002, 2006 og 2007 med Ajax Amsterdam